# Johan, prins av Asturien
Johan, prins av Asturien, född 30 juni 1478 i Sevilla, död 4 oktober 1497 i Salamanca, var en spansk tronarvinge. Han var ende son till Ferdinand och Isabella och tronarvinge till både Kastilien och Aragonien under hela sitt liv. 